# Colegio Jaime Vera
El Colegio Jaime Vera, también llamado Grupo Escolar Jaime Vera, es un edificio de la ciudad española de Madrid. Está situado en la calle de Bravo Murillo, en el distrito de Tetuán. Fue proyectado por el arquitecto Antonio Flórez Urdapilleta, con colaboración del entonces arquitecto municipal José López Sallaberry, en el contexto del Plan de 1922 de construcciones escolares de Madrid. Construido en ladrillo visto, las obras culminaron en 1929; fue inaugurado con el nombre del doctor Jaime Verá como uno de los seis primeros grandes Grupos Escolares que tuvo Madrid: "Jaime Vera", "Pardo Bazán", "Joaquín Costa", "Concepción Arenal", "Pérez Galdós" y "Menéndez Pelayo" inaugurados entre 1929 y 1930. Durante la dictadura de Franco se le cambió el nombre a General Zumalacárregui, y tras la transición recuperó el nombre original en honor al doctor Jaime Vera. Tuvo un coste de 1.443.623,54 pesetas.

## Descripción
El colegio interpreta los arquetipos educativos consagrados por los arquitectos Antonio Flórez Urdapilleta y José López Sallaberry, son coetáneos del Grupo Escolar Concepción Arenal, situado en la glorieta del Marqués de Vadillo.
El edificio es puramente funcional dando lugar a un edificio moderno, con dinteles de hierro calado vistos y ventanales transparentes entre pilastras de ladrillo que logran unos interiores luminosos y muy abiertos al exterior, en los que «el trabajo se hace poco menos que al aire libre», como comenta Giner de los Ríos en una conferencia de 1932. Giner de los Ríos proyectó hacia 1930 el Colegio Nacional Emilio Castelar, actual IES Jaime Vera.
En la fachada a Bravo Murillo cuenta con una placa conmemorativa del escultor Ángel García Díaz. 

## Localizaciones cinematográficas
Este colegio fue el escenario principal del drama hispanoitaliano El maestro (1957).